# Konstantīns Raudive
Konstantīns Raudive (né le 30 avril 1909 dans la paroisse d'Asūne – mort le 2 septembre 1974 à Bad Krozingen) est un écrivain, psychologue et parapsychologue letton. Il était le mari de l’essayiste lettonne Zenta Mauriņa. Aujourd'hui, il est principalement connu pour ses expériences sur le phénomène de voix électronique.

## Biographie
Konstantīns Raudive est né le 30 avril 1909 dans la maison "Slāņi" du village Mazie Baranauči dans la paroisse d'Asūne, en Lettonie, sous l'Empire russe. Ses parents étaient des paysans. Le nom de famille Raudīve dans le dialecte local signifie « canard sauvage » et se prononce avec un allongement vocalique sur le « i ».
Raudive étudiait au gymnase de Krāslava où il s'intéressait tout particulièrement aux langues étrangères. Avec le soutien du Fonds culturel, il est parti poursuivre ses études à Paris (1930-1932), Madrid (1932-1934) et Édimbourg (1934-1936), après quoi il a passé quelques années en Italie (1936-1937) et en Finlande (1937-1938). De retour en Lettonie, il se serait marié et aurait eu deux enfants, mais aucune de ses biographies n'apporte plus de précision concernant sa première famille. 
Le 25 mars 1935, il rencontre l'essayiste Zenta Mauriņa qui sera sa compagne jusqu'à la fin de sa vie. Ils ont à plusieurs reprises collaboré aux mêmes projets littéraires.
Sous l'occupation allemande, ils travaillent tous les deux pour la revue de presse Daugavas Vēstnesis dans la rubrique « Art et littérature »
Vers la fin de la Seconde Guerre mondiale, à l'approche des troupes russes, Raudive et Mauriņa ont entrepris un long voyage vers l'Allemagne dans une vieille voiture qu'ils appelaient "Rossinante" (Zenta Mauriņa, Die eisernen Riegel zerbrechen: Geschichte eines Lebens, Édition Dietrich, 1962) En 1946, ils se sont installés en Suède. Là, d'une des nombreuses liaisons amoureuses de Raudive une enfant est née, Mirandoline Raudive qui, plus tard, donnera à son fils le prénom Johannes comme l'un des personnages de roman de son père. Selon le témoignage d'Irène Mellis, secrétaire particulière de Mauriņa, cette dernière a accepté l'arrivée de l'enfant et participait à son éducation (Irene Mellis, Trīsdesmit divi gadi kopā ar Zentu Mauriņu, Daugava, 1997). 
Sous impulsion de Friedrich Jürgenson, Raudive commence à s'intéresser à la parapsychologie. Il consacre les dix dernières années de sa vie à l’étude du bruit blanc sur les enregistrements de bandes magnétiques, appelé le Phénomène de voix électronique. Il meurt à Bad Krozingen le 2 septembre 1974. Dans son village natal on a placé une pierre avec ses nom et prénom gravés à l'endroit où anciennement se trouvait la maison de famille Raudive.

## Œuvre littéraire
Raudive cherche son inspiration chez les auteurs comme Goethe, Nietzsche, L. Tolstoï, R. Rolland, Freud, H. Bergson, O. Spengler, J.Joyce, M.de Unamuno, Ortega y Gasset, dont il traduit certaines œuvres en langue lettonne. 
La morale d'homme nouveau qu'il appelle également homme du chaos est l'un des sujets favoris de ses écrits. Il prône le retour aux valeurs de la religion chrétienne et l'abandon du rationalisme qu'il qualifie de décadent. Dans sa réflexion religieuse, Raudive distingue le courant de Thomas d'Aquin dont il se sent plus proche et celui de saint Augustin à qui il trouve les failles sans pour autant le renier (Raudive 1940, 118).
La philosophie littéraire de Raudive a été influencée par l'intuitionnisme de H. Bergson. Ses essais les plus connus sont Don Quichotte et l'homme d'aujourd'hui / Dons
Kihots un mūsdienu cilvēks (1938), 'À' la culture de la vie : Problèmes d'homme d'aujourd'hui / Dzīves kultūrai : Mūsdienu cilvēka problēmas (1939), Personnel et surpersonnel / Personīgais un pārpersonīgais (1942), Double mode de vie / Divējādi dzīves veidi (1952), Rêves et vérité / Sapņi un īstenība (1956), Destructeurs d'époques / Laikmetu ārdītāji (1974). Réflexions philosophiques et religieuses sont également présentes dans ses romans Âmes maudites / Nolādētās dvēseles (1948 et 1949), Insigne de Dieu' / Dieva zīmogs (1953), Lumière invisible / Neredzamā gaisma (1954), et tout particulièrement Mémoires du Tonnerre Sylvestre / Silvestra Pērkona memuāri (1967).
En 1943, il prépare la traduction des écrits de Goethe auxquels sa femme Zenta Mauriņa écrit la préface et l'introduction. Toutefois, ce projet n'a pas abouti. La propagande nazie prétendait que la pensée de Goethe ne pouvait s'exprimer autrement qu'en allemand et même un long échange de Mauriņa avec le Ministère du Reich à l'Éducation du peuple et à la Propagande n'a rien changé à cette interdiction (Zenta Mauriņa, Die eisernen Riegel zerbrechen: Geschichte eines Lebens, 1957).
Dans ses écrits, Raudive exprime aussi ses opinions politiques, par exemple :
« La vision du monde national-socialiste est ce qui correspond le plus à la nature humaine et éveille ses forces dormantes, qui conduisent au plus haut degré du développement spirituel et éthique. Ainsi, le national-socialisme, en luttant pour les plus hautes valeurs nationales, lutte aussi pour les valeurs de tout un chacun. Plus chaque représentant d'une nation est valeureux plus l'honneur d'une nation est inébranlable. Quand on comprend ça, on comprend le principe de pureté de la race. Plus la race est pure, plus chaque son représentant est précieux. La loi de la nature veut que l'homme aspire à un niveau de développement toujours plus élevé. Le national-socialisme ne fait que confirmer cette tendance imposée par la nature elle-même. La victoire du national-socialisme s'explique par le fait que sa pensée plus profondément que celle de n'importe quelle autre doctrine sociale a compris la nature humaine aussi bien au niveau national qu'au niveau universel. » (Konstantīvs Raudive. Dzīves kultūrai. Mūsdienu cilvēka problēmas. Édition K. Rasiņa – 1942, page 147 (Écrit 1938-1939)),
Les exemplaires de la majeure partie de son œuvre se trouvent dans les Archives littéraires allemandes Deutsches Literaturarchiv Marbach.

## Phénomène de voix électronique
En 1965, Raudive a rendu visite à Friedrich Jürgenson, peintre, archéologue, ancien chanteur d’opéra vivant en Suède qui avait commencé les expériences d'enregistrement de bruit blanc sur un magnéto à bande en 1959. Raudive décide de mener ses propres expériences utilisant plusieurs techniques comme les magnétophones reliés à des micros fermés ou ouverts, enregistrement de signaux radios réglés entre deux stations ou de sons errants capturées sur le fil téléphonique. Il déclare avoir mis au moins trois mois pour que son oreille devienne réceptive aux « voix ». Par la suite, il a fait participer de nombreux volontaires à ses expériences pour lesquelles il avait élaboré une procédure rigoureuse avec une triple réécoute de chaque bande. En 1968, Raudive publie son livre L'inaudible devient audible (Unhörbares vird hörbar, Otto Reichl Verlag), après avoir analysé 72 000 enregistrements.
En 1971, une expérience contrôlée a été menée avec le chef des ingénieurs de Pye Records Ltd. avec installation des équipements spéciaux afin de bloquer les fréquences radioélectriques et les signaux de télévision,. Raudive lui-même prétendait entendre les messages de Staline, Hitler, Mussolini et autres personnalités connues du XXe siècle. Son second livre, Survivre à la mort (Überleben wir den Tod ? Neue Experimente mit dem Stimmenphänomen, Otto Reichl Verlag), sort en 1973.

## Littérature
- Zenta Mauriņa (Hrsg.): Konstantin Raudive zum Gedächtnis (Verlag Dietrich, Memmingen 1975)
- Pēteris Zeile : Konstantīvs Raudive (Jumava, 2009)[20]

## Dans la culture de masse
Le musicien anglais Oliver Ho a sorti sous le pseudonyme Raudive l'album Zeitgeist E.P.(Poker Flat Recordings, 2007) avec ses propres « voix électroniques » sur un fond de musique techno minimaliste.